# Besediloslovje
Besediloslovje (tudi tekstna lingvistika) je veja jezikoslovja, ki se ukvarja z jezikovnimi pojavi, ki segajo čez mejo povedi; raziskuje predvsem prvine, ki povezujejo povedi v besedilo (npr. zaimek, veznik), razmerja med besedami in predmetnostjo, ki jo zaznamujejo (npr. referenca, deiks), probleme posredovanja informacij in njihove ponovitve v besedilu (npr. členitev po aktualnosti) ter poskuša razvrstiti besedila v besedilne vrste oz. tipe.

## Razvoj besediloslovja
Najstarejšo obliko ukvarjanja z besedili najdemo v retoriki, vse od starih Grkov in Rimljanov skozi srednji vek do danes. Glavna naloga retorikov je bila izobraziti javne govornike, glavna področja pa: odkrivanje primernih idej (inventio), razporeditev idej (dispositio), odkrivanje ustreznih izrazov za ideje (elocutio) in vtisnjenje v spomin (memoratio), čemur sledi izvedba v dejanskem govoru (actio). V srednjem veku je retorika sodila v »trivium« (tri discipline), skupaj z gramatiko (formalni jezikovni vzorci) in logiko (razvijanje argumentov in dokazov). Retorika ima z današnjim pojmovanjem besediloslovja mnogo skupnega.
Naslednji pomemben mejnik v razvoju besediloslovja predstavljajo štiri kakovosti sloga, ki jih je naštel Kvintilijan, teoretik iz 1. stoletja našega štetja: pravilnost, jasnost, eleganca in ustreznost. Te kategorije vsebujejo domnevo, da se besedila razlikujejo po kvaliteti glede na količino truda, vloženega v obdelavo pri njihovem tvorjenju.
V začetkih sodobnega jezikoslovja so se raziskovanja omejevala na stavek kot na največjo enoto z inherentno (nerazdružljivo) vsebino. Strukture, večje od stavka, je preučevala stilistika.
Besedila so bila (in so) že od nekdaj predmet literarne vede in kulturne antropologije, ki sta razvijali različne metode in poglede na besedilo. V prvi polovici 20. stoletja spadajo splošne metode novih jezikoslovnih raziskovanj v deskriptivno ali strukturalno lingvistiko. Jezikovne vzorce so zbirali in analizirali glede na sisteme minimalnih enot (fonemi, morfemi, sintagemi, semi ...), a ta metoda ni primerna za študij besedil, saj poudarjanje majhnih sestavin odvrne pozornost od bistvenih soodvisnosti, ki konstituirajo posamezno besedilo. V 20. stoletju je ukvarjanje z besedili zelo raznoliko. V 70. letih se je zbrala skupina raziskovalcev in dokazala, da so razlike med stavčno in besedilno slovnico pomembnejše, kot se je mislilo do tedaj. Pomembna je Petöfijeva knjiga iz leta 1971, ki je sprožila razvoj izredno izdelane teorije o besedilih, saj se je med razvijanjem te teorije število in kompleksnost njenih komponent nenehno večalo.

## Sedem meril besedilnosti
Besedilo opredeljujemo kot sporočanjsko pojavitev, ki izpolnjuje sedem meril besedilnosti. Če ocenimo, da kateremu koli izmed teh meril ni bilo zadoščeno, potem velja, da besedilo ni sporočanjsko. Nesporočanjska besedila so obravnavana kot nebesedila.
Kohezija in koherenca sta besedilno usmerjena pojma, katerih operacije neposredno zadevajo materialno plat besedila. Drugi kriteriji besedilnosti so usmerjeni k uporabniku jezika, zadevajo dejavnost sporazumevanja prek besedil. To so: namernost, sprejemljivost, informativnost, situacijskost in medbesedilnost.
Kriteriji funkcionirajo (po Searlu) kot konstitutivna načela komunikacije s pomočjo besedil: ta določajo in ustvarjajo kot besedilno komuniciranje prepoznavno vedênjsko obliko, ki se lahko poruši, če ta načela niso upoštevana. Obstajati pa morajo tudi urejevalna načela (učinkovitost, efektnost, ustreznost), ki besedilno komunikacijo kontrolirajo, vendar je ne definirajo.
1. Kohezija. Gre za način, kako so sestavine površinskega besedila (to so besede, ki jih dejansko slišimo ali vidimo) znotraj niza med seboj povezane. Površinske sestavine so odvisne druga od druge v skladu s slovničnimi oblikami in konvencijami, torej kohezija temelji na slovničnih odvisnostih. Jezikoslovci poudarjajo, da v mnogih jezikih površinskih nizov ne moremo bistveno spreminjati, ne da bi s tem povzročili motnje.
Veda o besedilih naj bi pojasnila, kako so večpomenskosti (dvoumnosti) na površini mogoče in kako uporabniki jezika večpomenskost večinoma brez težave izključijo ali odstranijo. Površina sama po sebi ne odloča o smislu besedila; da bi komunikacija postala učinkovita, je potrebna interakcija med kohezijo in ostalimi kriteriji besedilnosti.
2. Koherenca. Gre za načine, na katere so komponente besedilnega sveta (konstelacija pojmov in odnosov, na katerih temelji površinsko besedilo) medsebojno dostopne in relevantne. Pojem lahko definiramo kot konstelacijo védenja (spoznavne oz. kognitivne vsebine), ki se jo da z večjo ali manjšo enotnostjo in stalnostjo aktivirati ali priklicati v zavest. Relacije so vezni členi oz. vezi med pojmi, ki v besedilnem svetu nastopajo skupaj; vsak vezni člen naj bi bil nosilec oznake pojma, na katerega je vezan. Koherenco lahko posebno dobro ponazorimo s pomočjo skupine odnosov, ki jih zajema termin vzročnost. Te relacije zadevajo način, kako neka situacija ali dogodek vpliva na pogoje za druge situacije ali dogodke: vzrok, omogočenje, razlog, namen ...

Koherenca ni toliko značilnost samih besedil, temveč je prej rezultat kognitivnih procesov besedilnih uporabnikov, zato že opozarja na naravo znanosti o besedilih kot o človekovi dejavnosti. Smisel ne izhaja iz teksta samega, temveč iz na eni strani interakcije med védenjem in predstavljenim v besedilu ter na drugi strani shranjenim védenjem o svetu posameznega uporabnika jezika.
1. Namernost. Nanaša se na hotenje tvorca besedila, naj ponujeno jezikovno gradivo predstavlja koherentno in kohezivno besedilo, ki bo služilo za uresničitev tvorčevih namer (npr. za posredovanje védenja ali za dosego cilja).
2. Sprejemljivost. Gre za pripravljenost sprejemnika besedila, da v danem nizu pojavitev vidi kohezivno in koherentno besedilo, ki je zanj koristno in relevantno (za pridobivanje védenja ali za zagotavljanje sodelovanja v okviru kakega načrta). Ta pripravljenost je odvisna od dejavnikov, kot so tip besedila, socialno ali kulturno okolje in zaželenost ciljev.
3. Informativnost. Mišljena je količina pričakovanosti oz. nepričakovanosti ali poznanosti oz. nepoznanosti predstavljenih sestavin besedila. Obdelava sporočil z visoko informativnostjo je napornejša od obdelave sporočil z manjšo informativnostjo. Vsako sporočilo je navsezadnje na neki način informativno.
4. Situacijskost. Gre za dejavnike, ki napravijo besedilo glede na komunikacijsko situacijo relevantno. Smisel in rabo besedila namreč določa situacija.
5. Medbesedilnost. S tem kriterijem so mišljeni dejavniki, ki povzročijo, da je uporaba določenega besedila odvisna od poznavanja enega ali več že prej spoznanih besedil. Medbesedilnost je odgovorna za razvoj tipov besedil kot razredov besedil s tipičnimi vzorci lastnosti. Pri besedilnih tipih, kot so parodije, kritike, polemike ali ocene, mora tvorec besedila nenehno upoštevati prvotno besedilo, z njim pa mora biti vsaj nekoliko seznanjen tudi sprejemnik.

## Faze tvorjenja besedila
1. Načrtovanje. V fazi načrtovanja tvorec namerava s pomočjo besedila doseči neki cilj (npr. posredovanje lastnega védenja ali pridobivanje soglasja drugih za neki načrt). Pri tem je tvorjenje besedila tako rekoč podcilj na poti h glavnemu cilju.
2. Ideacija. Ideja je konfiguracija pomena, ki je notranje ustvarjena in ki nudi kontrolne točke za ustvarjalno smiselno ravnanje, vključno s tvorjenjem besedil.
3. Razvijanje. Najdene ideje se v tej fazi razširijo, precizirajo, izpilijo in medsebojno povežejo. Na razvijanje lahko gledamo kot na iskanje v spominu shranjenih prostorov védenja (razporeditev vsebin v spominu).
4. Izraz. Fazi izražanja je zaupana vsebina, ustvarjena do tega trenutka. Iskanje izrazov je poseben primer reševanja problemov − gradijo se povezave med različnimi ravninami organiziranosti.
5. Slovnična sinteza je postavljanje izrazov v slovnične odvisnosti in urejanje teh v linearno obliko za površinsko besedilo.

Te faze ne sledijo druga drugi, temveč vseh pet faz hkrati vpliva druga na drugo. Predpostavlja se, da mogoče obstaja nekaj takega kot »intenca besedila«, pri čemer besedilno gradivo med tvorjenjem besedila razkriva lastne organizatorične težnje in jih vsiljuje tvorcu.

## Sprejemanje besedila
Sprejemanje besedila je ustrezno zaporedje faz tvorjenja besedila v nasprotni smeri. Tudi faze sprejemanja besedila niso strogo razmejene, med njimi obstaja precejšnja interakcija in medsebojno vplivanje. Lahko so tudi različno intenzivne ali dolge, odvisno od sprejemnikove ocene kakovosti besedila, od tega, koliko naj bi bila vsebina integrirana v sistem sprejemnikovega poprejšnjega védenja in od sprejemnikove spoznavne in čustvene soudeležbe v komunikacijski situaciji.
Faze sprejemanja besedila so:
- faza priklicevanja pojmov (aktiviranje miselno shranjenih pojmov in relacij),
- faza priklicevanja idej (določanje bistvenih idej),
- faza priklicevanja načrtov (prepoznavanje načrtov, katerim sledi tvorec besedila).